# Logan Township (comté de Winnebago, Iowa)
Logan Township est un township, du comté de Winnebago en Iowa, aux États-Unis. Il est fondé en 1881,.

## Source de la traduction
- (en) Cet article est partiellement ou en totalité issu de l’article de Wikipédia en anglais intitulé « Logan Township, Winnebago County, Iowa » (voir la liste des auteurs).